# Partia Bashkimi për të Drejtat e Njeriut
Die Partia Bashkimi për të Drejtat e Njeriut (albanisch für „Partei ‚Vereinigung für die Menschenrechte‘“; Akronym: PBDNJ; griechisch Κόμμα Ένωσης Ανθρωπίνων Δικαιωμάτων Kómma Éno̱si̱s Anthro̱píno̱n Dikaio̱máto̱n) ist eine politische Partei in Albanien.
Ohne eine besondere ideologische Ausrichtung versteht sich die Partei als vergleichsweise liberale Interessenvertreterin aller Minderheiten in Albanien. Ursprünglich von Vertretern der griechischen Minderheit gegründet, stammt die weit überwiegende Mehrheit ihrer Mitglieder und Wähler aus dieser Volksgruppe. Demgemäß ist die Menschenrechtspartei vor allem im Siedlungsgebiet der ethnisch-griechischen Minderheit im Süden des Landes – in den Kreisen Delvina, Gjirokastra und Saranda – aktiv. In einigen der mehrheitlich griechisch besiedelten Gemeinden wie zum Beispiel in Dropull stellte sie bis 2015, in Himara bis 2011 den Bürgermeister.

## Geschichte
Die Menschenrechtspartei wurde 1992 von Mitgliedern der Omonia gegründet, einer Vereinigung zur Vertretung der politischen, sozialen und kulturellen Interessen der Griechen. Die Omonia hatte bei der Parlamentswahl 1991 in allen fünf Wahlkreisen, in denen sie angetreten war, gewonnen. Weil Parteien mit ethnischer Orientierung in der Folge verboten wurden, kam es zur Gründung der Menschenrechtspartei, in deren Statut kein Hinweis auf ihren griechischen Charakter zu finden war. Aufgrund der 1998 in Kraft getretenen Verfassung Albaniens wurde das Verbot der Gründung von Parteien auf ethnischer Grundlage weitgehend aufgehoben.
Seit 1997 war die Menschenrechtspartei meist eng mit den albanischen Sozialisten verbunden. Bei den letzten vier Parlamentswahlen trat die PBDNJ stets in einem Wahlbündnis mit ihnen an; und von 1997 bis 2005 war sie in den sozialistisch geführten Koalitionsregierungen vertreten. Seit 2005 stellte die PBDNJ einen Minister in der von den Demokraten geführten Koalitionsregierung, entschied sich dann aber vor den Wahlen von 2009, wieder ins Lager der Sozialisten zu wechseln. Bei der Wahl im Juni konnte die Menschenrechtspartei dann nur einen Parlamentssitz gewinnen, den der Parteivorsitzende Vangjel Dule einnahm. Weil die Sozialisten das Parlament wegen angeblicher Wahlfälschungen boykottieren, war Dule als einziger Abgeordneter der Opposition bei der Parlamentseröffnung und bei der Vereidigung der Regierung anwesend.
Bei den Kommunalwahlen 2015 konnte sie in den neuen, größeren Gemeinden nirgends gewinnen. Dropull ging an die Demokratische Partei, Himara an die Sozialisten und in Finiq als dritte Gemeinde mit großem griechischen Bevölkerungsanteil gewann die Ethnisch-Griechische Minderheit für die Zukunft (MEGA), eine neue Griechenpartei. Pustec ging an die Mazedonische Allianz für Europäische Integration, eine weitere neue Minderheitenpartei.
Bei der Parlamentswahl 2017 trat Dule für die Demokratische Partei an und wurde knapp gewählt. Die Partei Vereinigung für die Menschenrechte trat bei dieser Wahl nicht mehr an.